# Чиво
Чиво (італ. Civo) — муніципалітет в Італії, у регіоні Ломбардія,  провінція Сондріо.
Чиво розташоване на відстані близько 530 км на північний захід від Рима, 85 км на північ від Мілана, 24 км на захід від Сондріо.
Населення — 1114 осіб (2014).
Щорічний фестиваль відбувається 26 серпня. Покровитель — святий Варфоломій.

## Демографія
Населення за роками:

Станом на 1 січня 2023 року в муніципалітеті офіційно проживало 36 іноземців з 16 країн, серед них 14 громадян країн Євросоюзу та 3 громадяни України.

## Сусідні муніципалітети
- Арденно
- Даціо
- Мелло
- Морбеньо
- Новате-Меццола
- Траона
- Валь-Мазіно